# Кукуруза (род)
Кукуру́за (лат. Zea) — род растений семейства Злаки (Poaceae), включающий шесть видов. Однако в культуре род представлен единственным видом Zea mays, культивируемым по всему миру в промышленных масштабах и являющимся важной пищевой, кормовой и технической культурой.

## Этимология
Латинское название кукурузы — Zea — происходит от др.-греч. ζειά, которое употреблялось как название одного из видов пшеницы — Triticum spelta L., широко культивировавшегося в Европе от бронзового века до Средних веков.
Название кукурузы в большинстве европейских языков (рус. маис, англ. maize, исп. maíz, фр.  и нидерл. maïs, нем. Mais, итал. mais, швед. majs, фин. maissi, и др.) происходит от mahiz: так кукуруза называлась на языке таино, который был распространён на большей части Антильских островов до прибытия туда европейцев и принадлежал к аравакской семье индейских языков.
Впервые слово mahiz упоминается в «Дневнике третьего плавания» Христофора Колумба (1500): «mahiz, то есть семя, создающее колос, [имеющий нечто] наподобие початка [maçorca], из которого я привёз туда [в Испанию], и его уже много в Кастилии». В 1555 году Бартоломе де Лас Касас подтвердил, что слово mahiz происходит с острова Эспаньола.
Слово с различным написанием упоминалось у множества испанских хронистов: mayz и maiz у Фернандеса де Энсисо (1519), Гонсало Хименеса де Кесады(1550), Педро Сьеса де Леона в первой части Хроники Перу (1553) и во второй части Хроник (1554)), а также у Педро де Вальдивия (середина XVI века), Николаса Монардеса (1571), Гонгоры де Мармолехо (1572—1575), Берналя Диаса дель Кастильо (1574), Педро де Агуадо (1575), Хуана де Кастельяноса (ок. 1580), Кабельо Бальбоа (1586), Хосе де Акосты (1589—1590); наиболее полное первое научное исследование и описание растения осуществил Хуан де Карденас (1591); Бернабе Кобо (1653) в своей «Истории Нового Света» привёл соответствия названия этого растения в различных индейских языках: «Название маис происходит с острова Эспаньола; мексиканцы называют его тлаольи [tlaolli], а жители Перу — сара [zara] на языке кечуа, а на языке аймара — тонко [tonco]».
Этимология слова «кукуруза» в русском и других славянских (укр. кукурудза, пол. kukurydza, чеш. kukuřice, словац. kukurica siata, сербохорв. кукуруз, словен. koruza), а также балтийских (лит. paprastasis kukurūzas) языках не столь однозначна. Эти слова происходят либо от существовавших в ряде славянских языков слов со значением «кудрявый» (словен. kukúrjav), а также болг. кукуряк, либо от названий этого растения в турецком (тур. kokoros — «стебель кукурузы») или румынском (рум. cucuruz — «еловая шишка») языках, либо даже от звукоподражательного kukuru при подзывании домашней птицы, когда её кормят зёрнами кукурузы. П. Я. Черных склоняется к славянской этимологии слова, указывая также, что в русский язык это слово попало в первой половине XIX века откуда-то с юга, вероятно, через украинское посредство с Балканского полуострова.

## Биологическое описание

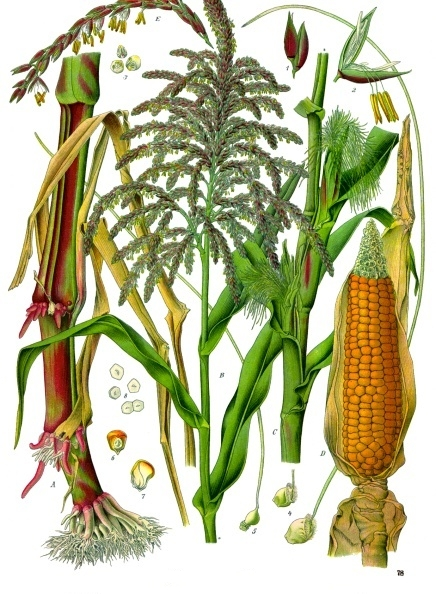
Кукуруза сахарная (Zea mays)

Кукуруза — высокорослое однолетнее травянистое растение, достигающее высоты 3 м (в исключительных случаях — до 6 м и более), с хорошо развитой корневой системой. На нижних узлах стебля могут образовываться воздушные опорные корни.
Стебель прямостоячий, до 7 см в диаметре, без полости внутри (в отличие от большинства других злаков).
Листья крупные, линейно-ланцетные, до 10 см шириной и 1 м длиной, с охватывающим стебель влагалищем.
Колоски с тычиночными и пестичными цветками собраны в различные соцветия или в отдельных частях одного соцветия. Тычиночные цветки собраны по два в колоски, один из них почти сидячий, другой на ножке, колоски собраны в верхушечную метёлку. Колоски с пестичными цветками сидят рядами из 6—16 цветков на толстой, мясистой оси початка, выходящей в средней части стебля из пазух листьев. Рыльце длинное, нитевидное, на конце двулопастное. Во время цветения рыльца всех колосков свешиваются в виде пучка из влагалищных листьев, окружающих початок.
Плод — зерновка.

### Виды

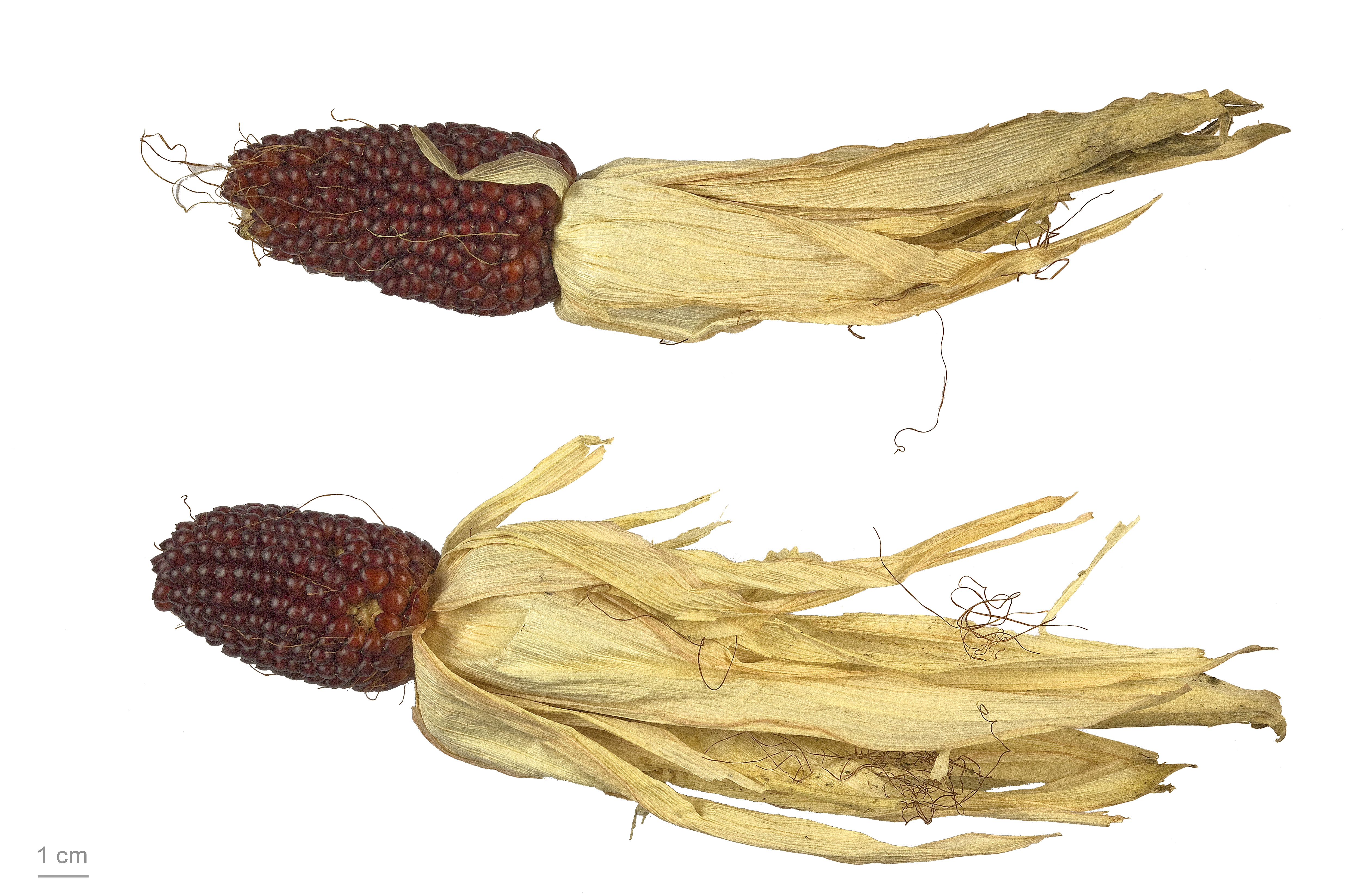
— Тулузский музей

Всего насчитывается шесть видов кукурузы. Однако вся кукуруза, культивируемая как сельскохозяйственное растение, относится именно к подвиду Zea mays subsp. mays; иногда этот подвид определяют как отдельный вид Zea saccharata Sturtev
- Zea diploperennis Iltis, Doebley & R.Guzmán
- Zea luxurians (Durieu & Asch.) R.M.Bird
- Zea mays L.
- Zea mexicana (Schrad.) Kuntze
- Zea nicaraguensis Iltis & B.F.Benz
- Zea perennis (Hitchc.) Reeves & Mangelsd.